# Bazyli Samucin
Bazyli Samucin (ros. Василий Емельянович Самутин, Wasilij Jemieljanowicz Samutin, ur. 28 czerwca 1906 we wsi Wołkow Pierewoz w guberni wołyńskiej, zm. 13 sierpnia 1981) – działacz KPZB, polityk Białoruskiej SRR, dziennikarz.

## Życiorys
Od 1926 członek WKP(b), 1927-1928 i 1928-1929 sekretarz odpowiedzialny rejonowego komitetu Komsomołu Białorusi w okręgu bobrujskim, 1930-1931 redaktor gazety "Czyrwonaja Zmiena". 1931-1933 kierownik partyjnego działu gazety "Zwiazda", 1933-1934 sekretarz redakcji gazety "Kamunar Magiliouszczyny", od 1934 instruktor KC KPZB, potem do lutego 1935 sekretarz Komitetu Okręgowego KPZB w Białymstoku. W lutym 1935 aresztowany przez polską policję, we wrześniu 1939 wypuszczony, od września 1939 do czerwca 1941 zastępca redaktora gazety „Sztandar Wolności”, następnie zmobilizowany do Armii Czerwonej. Od lipca 1941 do kwietnia 1942 instruktor Wydziału Politycznego Frontu Zachodniego, od czerwca 1942 redaktor podziemnej gazety "Wszebski Raboczyj", od kwietnia 1943 redaktor białostockiej gazety podziemnej "Wolna Praca", od 23 lipca 1943 do lipca 1944 sekretarz podziemnego Komitetu Obwodowego Komunistycznej Partii (bolszewików) Białorusi w Białymstoku. 1944-1945 ponownie redaktor gazety "Zwiazda", 1945-1946 redaktor gazety "Sowietskaja Bielorussija", od 1946 do lutego 1949 II sekretarz, a od lutego 1949 do lipca 1950 I sekretarz Komitetu Obwodowego KP(b)B w Baranowiczach. Od 18 lutego 1949 do 20 września 1952 zastępca członka KC KP(b)U, od 1950 wiceminister gospodarki leśnej Białoruskiej SRR, 1953-1956 redaktor pisma "Sielskoje Choziajstwo Biełorussiji".

## Odznaczenia
- Order Lenina (15 sierpnia 1944)
- Order Rewolucji Październikowej
- Order Czerwonego Sztandaru
- Order Czerwonego Sztandaru Pracy
- Order Wojny Ojczyźnianej I klasy
- Order „Znak Honoru” (dwukrotnie)

Order polski i medale ZSRR.